# Albert Vandeplancke
Albert Vandeplancke, född 3 januari 1911 i Tourcoing, död 1 april 1939 i Tourcoing, var en fransk vattenpolospelare och frisimmare.
Vandeplancke gick till semifinal i 400 meter frisim vid olympiska sommarspelen 1928 i Amsterdam men i lagkappen 4 x 200 meter frisim lyckades Frankrike inte komma vidare från försöksomgången. Han spelade fem matcher i Frankrikes herrlandslag i vattenpolo i OS-turneringen 1928 där laget tog brons. Tyskland tog guld och Ungern tog silver.